# ياميلا دياز
ياميلا دياز الراعي (بالإسبانية: Yamila Díaz-Rahi)‏ (ولدت في 9 مارس 1976) أيضا تعرف باسم ياميلا دياز ، عارضة أزياء وممثلة أرجنتينية، عرفت بظهورها في مجلة سبورتس إلوستراتد: سويمسويت '99 (1999)، إيل بيسس إناموراتو (1999) أند سبورتس إلوستراتد: سويمسويت 2007.

## نشأتها
ولدت دياز في بوينس آيرس، الأرجنتين. والدها من أصل إسباني ولبناني ووالدتها الإسبانية.

## روابط خارجية
- ياميلا دياز على موقع IMDb (الإنجليزية)
- ياميلا دياز على موقع إن إن دي بي (الإنجليزية)
- ياميلا دياز على موقع قاعدة بيانات الفيلم (الإنجليزية)
- ياميلا دياز على موقع دليل عارضات الأزياء (الإنجليزية)